# Zheng Keshuang
Pour les articles homonymes, voir Zheng (homonymie).
Dans ce nom chinois, le nom de famille, Zheng, précède le nom personnel.
 (décembre 2023).
Si vous disposez d'ouvrages ou d'articles de référence ou si vous connaissez des sites web de qualité traitant du thème abordé ici, merci de compléter l'article en donnant les références utiles à sa vérifiabilité et en les liant à la section « Notes et références ».
Zheng Keshuang (chinois : 鄭克塽 ; 郑克塽 en chinois simplifié ; hanyu pinyin: Zhèng Kèshuǎng) (1670–1707) est un monarque chinois. Il est le fils de Zheng Jing, il succède à son père en 1681 en tant que troisième roi de Tungning à l'âge de 12 ans.
Il s'est rendu aux Mandchous en 1683.  